# Michel Edelin
Michel Edelin (* 25. Februar 1941 in Paris) ist ein französischer Jazzflötist.

## Leben
Edelin lernte als Autodidakt das Flötenspiel. Als Solist der Prog-Rockband Triode, die ihr einziges Album 1971 vorlegte, wurde er in Frankreich bekannt. Dann spielte er in der Gruppe Flûtes-Rencontre, mit der er ebenfalls ein Album (1980) veröffentlichte und auf internationalen Festivals auftrat. Während der 1980er Jahre leitete er im Bereich des Jazz eigene Quartette, zu denen Musiker wie Andy Emler, Mico Nissim, François Méchali, Peter Gritz oder Fredy Studer gehörten. Gemeinsam mit Méchali bildete er ein Nonett, das Kompositionen der beiden Leader aufführte und Musiker wie Michel Godard, Tony Lakatos, Yochk’o Seffer oder Maurice Magnoni vereinte. In den frühen 1990er Jahren tourte er mit Byard Lancaster, trat aber auch mit Dave Valentin (auf dem Montreux Jazz Festival) und mit Jérôme Bourdellons Flûtes Europe Express (mit Jiří Stivín, Méchali und Barry Altschul) auf. Er setzte sich intensiv mit Puccinis Oper Tosca auseinander, die er für ein Jazzquintett adaptierte; weiterhin arbeitete er mit Phil Minton, Magik Malik, Chris Hayward, Jean Bolcato und Jean-Jacques Avenels Ethnojazz-Band Waraba. 2011 konzertierte er mit dem Indigo Trio um Nicole Mitchell in Strassburg und bei Jazz à Juan. Ferner trat er im Quintett Flute Fever mit den Flötistinnen Ludivine Issambourg und Sylvaine Hélary auf.
Auch schrieb er die Jazzoper Ze Blue Note und nahm mit Carlos Bechegas und Steve Potts auf.

## Diskographische Hinweise
- Round about Les Parapluies de Cherbourg (Night & Day, 1997; mit Jacques Di Donato, François Couturier, François Méchali, Daniel Humair)
- Et la Tosca passa (Night & Day, 2002; mit Jacques Di Donato, François Couturier, François Méchali, Daniel Humair)
- Kuntu (RogueArt, 2009; mit Jean-Jacques Avenel, John Betsch sowie Steve Lehman)
- Indigo Trio & Michel Edelin The Ethiopian Princess Meets the Tantric Priest (RogueArt, 2011; mit Nicole Mitchell, Harrison Bankhead, Hamid Drake)
- Resurgence (RogueArt, 2013, mit Jacques Di Donato, Jean-Jacques Avenel, Simon Goubert)
- Jérôme Bourdellon & Michel Edelin Peninsula (Label Usine 2018)
- Echoes of Henry Cow (RogueArt, 2019)

## Lexikalische Einträge
- Philippe Carles, André Clergeat, Jean-Louis Comolli: Le nouveau dictionnaire du jazz. Édition Robert Laffont, Paris 2011, ISBN 978-2-221-11592-3